# Dick Donovan
Dick Donovan est un détective de fiction inventé par Joyce Emmerson Preston Muddock et apparaissant pour la première fois dans les pages de The Strand Magazine.

## Le Personnage
Dick Donovan est un détective de la ville de Glasgow possédant un don pour les raisonnements logiques et utilisant des techniques de criminologie très en avance sur son époque,.

## Histoire éditoriale
Au XIXe siècle, Dick Donovan est publié dans The Strand Magazine, aux côtés du Sherlock Holmes d'Arthur Conan Doyle. L'auteur lui donne ce nom en référence à un coureur de Bow Street du XVIIIe siècle, première force de police londonienne,. La réussite de ses aventures et la popularité de Dick Donovan sera tellement grande que Joyce Emmerson Preston Muddock finira par prendre ce pseudonyme afin de partager la popularité de son personnage,. Ainsi nous pouvons retrouver quantité d'écrits dont la signature est Dick Donovan.

## Apparitions
Dick Donovan est le détective de plus de 200 histoires, et tout comme les autres figures notables de la littérature Victorienne, il apparaît dans le roman graphique de Alan Moore et Kevin O'Neill intitulé La ligue des gentlemen extraordinaires.